# 崎元仁
崎元 仁（さきもと ひとし、1969年2月26日 - ）は、東京都出身の作曲家、サウンドクリエイター。音楽制作全般を主業務とする有限会社ベイシスケイプ代表取締役社長。代表作に、『伝説のオウガバトル』、『ファイナルファンタジーXII』、『戦場のヴァルキュリア』他、多数。

## 来歴
作曲家としてのデビュー作品は、学生時代に有志で製作し即売会等で販売された『REVOLTER』（1988年、NEC PC-8801MkIISRシリーズ用）。また、そのBGMのみを収録したミュージックテープ『MUSIC FROM REVOLTER』も併せて販売された。『REVOLTER』のサウンドモードにて、「日本ファルコムの曲に影響を受けた」とコメントしている。『REVOLTER』の曲が当時岩田匡治がアルバイトとして在籍していた職場の社長に気に入られてファミリーコンピュータ版『大戦略』に使用されたというエピソードもある。『REVOLTER』に関わった事をきっかけにフリーのゲーム作曲家としての活動を本格化させ、主にパソコンゲームを中心とした活動を展開した。
この時期にテルプシコラと名付けられた音源ドライバを開発している。テルプシコラはX1への移植作業で書いていたドライバがルーツにあり、REVOLTERはFM-7にZ80開発ボードを挿してCP/M上で基礎的な開発を行っていた。
1990年代に入ってからはメガドライブやスーパーファミコン等のコンシューマ機を主軸とし、ゲーム音楽作曲家として様々な業務に携わった。その後、作曲を担当していた『伝説のオウガバトル』および『タクティクスオウガ』開発チームの主力がスクウェアに移籍した関係で、スクウェアの『ファイナルファンタジータクティクス』等に関わった後、同社の子会社であるスクウェアサウンズに入社し、同社社員として同社の『ベイグラントストーリー』の音楽を全編担当した。
その後は、再びフリーとしての作曲活動を展開し、2002年10月4日には並木学、岩田匡治とともに有限会社ベイシスケイプを設立、同日同社の代表取締役社長に就任。
元水泳部・吹奏楽部で、吹奏楽部ではパーカッションを担当。趣味は乗馬。YMOのファンであり、ペンネームとして「YmoH.S」（いもえす）を名乗っていた。

## 音楽性
初期作品では、各シューティングゲームにみられるように、ポップス・ロック・テクノなどを中心に手掛けていた。
現在の崎元の楽曲の多くはオーケストラ調である。また、『レガイア デュエルサーガ』ではギターサウンドを披露し、『グラディウスV』ではトランスとオーケストラを融合させるという試みも行っている。

## 作品

### ゲームソフト
- 1985年 - 7万光年の胞子たち[4]
- 1988年 - REVOLTER - デビュー作[5]（岩田匡治と共作）
- 1988年 - ディガンの魔石[6]
- 1988年 - スターシップランデブー
- 1990年 - バブルゴースト
- 1990年 - バルバトゥスの魔女[7]
- 1991年 - メタルオレンジ（古川義雄・岩田匡治・モコモコ弘田と共作・編曲、効果音を担当）
- 1991年 - キングブリーダー[8]
- 1991年 - マジカルチェイス（岩田匡治と共作）
- 1991年 - ヴェリテックス（古川義雄・岩田匡治と共作）
- 1991年 - キャラット（古川義雄・わいえんでぃ～と共作）
- 1991年 - ドラゴン・オブ・フレイム[9]
- 1991年 - アイ・オブ・ザ・ビホルダー（メガCD版、効果音）
- 1991年 - Captain America and the Avengers
- 1991年 - ミッドナイトレジスタンス（メガドライブ版、ドライバ制作・編曲）
- 1992年 - ガントレット（メガドライブ版）
- 1992年 - MAGICAL BLOCK CARAT[10]
- 1992年 - バッドオーメン
- 1992年 - クルードバスター（メガドライブ版）
- 1993年 - ソード・マニアック（松尾早人と共作）
- 1993年 - 伝説のオウガバトル（岩田匡治、松尾早人と共作）
- 1993年 - スーパーバック・トゥ・ザ・フューチャー2（同名の映画を題材にしたゲーム）
- 1993年 - ガントレット
- 1993年 - 真・女神転生（PCエンジン版）
- 1993年 - CYBERBLOCK METALORANGE EX[11]
- 1994年 - 疾風魔法大作戦（岩田匡治と共作）
- 1995年 - 旧約・女神転生（増子司と共作）
- 1995年 - タクティクスオウガ（岩田匡治と共作）
- 1995年 - ドラゴンクエストVI 幻の大地（編曲、効果音）
- 1995年 - スーパーボンバーマン ぱにっくボンバーW（マニピュレート、効果音）
- 1996年 - チップちゃんキィーック!（古川義雄・岩田匡治と共作）
- 1996年 - スタープラチナ（サウンドエフェクト）
- 1996年 - 蓬萊学園の冒険!
- 1996年 - 蒼穹紅蓮隊
- 1996年 - ドラゴンクエストIII そして伝説へ…（SFC版・編曲、効果音）
- 1996年 - トレジャーハンターG
- 1997年 - ファイナルファンタジータクティクス（岩田匡治と共作）
- 1997年 - BLOODY ROAR -HYPER BEAST DUEL-[5]
- 1998年 - レイディアントシルバーガン
- 1998年 - アームドポリス バトライダー（並木学、小谷野謙一と共作）
- 2000年 - ベイグラントストーリー （→ ベイグラントストーリーオリジナル・サウンドトラック）
- 2000年 - 伝説のオウガバトル外伝 ゼノビアの皇子
- 2001年 - タクティクスオウガ外伝 The Knight of Lodis
- 2001年 - レガイア デュエルサーガ（光田康典、大島ミチルと共作）
- 2002年 - ザ・ピンボール・オブ・ザ・デッド
- 2002年 - ブレス オブ ファイアV ドラゴンクォーター
- 2003年 - ファイナルファンタジータクティクスアドバンス
- 2004年 - グラディウスV
- 2004年 - ステラデウス（岩田匡治と共作）
- 2005年 - ゾイドフルメタルクラッシュ
- 2006年 - ファイナルファンタジーXII（一部に岩田匡治）
- 2006年 - ファンタジーアース ゼロ（岩田匡治と共作）
- 2006年 - モンスターキングダム・ジュエルサモナー
- 2006年 - デジモンセイバーズ アナザーミッション
- 2007年 - ASH -ARCHAIC SEALED HEAT-（岩田匡治と共作）
- 2007年 - オーディンスフィア
- 2007年 - オプーナ
- 2007年 - グリムグリモア（メインテーマのみ）
- 2007年 - デルトラクエスト 7つの宝石
- 2007年 - ファイナルファンタジータクティクス 獅子戦争（ベイシスケイプと共作）
- 2007年 - ファイナルファンタジータクティクス A2 封穴のグリモア
- 2007年 - DS文学全集（音響監修）
- 2008年 - Coded Soul -受け継がれしイデア- （メインテーマのみ）
- 2008年 - エルミナージュ 〜闇の巫女と神々の指輪〜（メインテーマのみ）
- 2008年 - 戦場のヴァルキュリア
- 2008年 - Lの季節2（主題歌のみ）
- 2008年 - RIZ-ZOAWD
- 2009年 - 朧村正
- 2009年 - LORD of VERMILION II
- 2009年 - アルカディアサーガ
- 2010年 - 戦場のヴァルキュリア2 ガリア王立士官学校
- 2010年 - タクティクスオウガ 運命の輪（岩田匡治と共作）
- 2011年 - 戦場のヴァルキュリア3 -Unrecorded Chronicles-（作曲＆編曲）
- 2011年 - クリムゾンシュラウド
- 2011年 - グランナイツヒストリー （サウンドプロデュース）
- 2013年 - ドラゴンズクラウン（ベイシスケイプと共作）
- 2013年 - LORD of VERMILION III
- 2015年 - リトル ノア
- 2015年 - ワールド エンド エクリプス
- 2016年 - オーディンスフィア レイヴスラシル
- 2017年 - ファイナルファンタジーXII ザ ゾディアック エイジ
- 2018年 - 神無月
- 2018年 - 戦場のヴァルキュリア4
- 2018年 - ドラゴンズクラウン・プロ
- 2019年 - 十三機兵防衛圏 プロローグ（ベイシスケイプと共作）
- 2019年 - 最果てのバベル
- 2019年 - 十三機兵防衛圏（ベイシスケイプと共作）
- 2020年 - 彩虹聯萌
- 2020年 - Shining Beyond
- 2022年 - リトル ノア 楽園の後継者
- 2022年 - タクティクスオウガ リボーン（ベイシスケイプと共作）
- 2024年 - 鈴蘭の剣: この平和な世界のために
- 2025年 - トワと神樹の祈り子たち

### テレビアニメ
- 2007年 - ロミオ×ジュリエット[12]
- 2008年 - ドルアーガの塔 〜the Aegis of URUK〜
- 2009年 - ドルアーガの塔 〜the Sword of URUK〜
- 2009年 - 戦場のヴァルキュリア[13]
- 2015年 - ケイオスドラゴン 赤竜戦役

### テレビドラマ
- 2016年 - シリーズ・江戸川乱歩短編集 1925年の明智小五郎」第1話「D坂の殺人事件」

### OVA
- 2011年 - 戦場のヴァルキュリア3 -誰がための銃瘡-[14]

### 映画
- 2011年 - 鉄拳 ブラッド・ベンジェンス

### ドラマCD
- 2007年 - GUNSLINGER GIRL SONORO『壁の向こう、世界の果て』

### その他
- 1993年 - GREAT WALL （Reinforceを作曲） トルバドールレコードによるコンピレーション・アルバム
- 2012年 - レッドドラゴン (TRPG) Web上でのテーブルトークRPGリプレイ企画にBGMを提供。

オリジナルサウンドトラック＆キャラクターブックに楽曲が収録されている。

### 楽曲提供
- 「Golden Phoenix～何度でも～」（作曲・編曲）

歌：大原さやか
アニメ『カレイドスター Legend of phoenix 〜レイラ・ハミルトン物語〜』テーマソング
- 「Colors of Life」（作曲・編曲）

歌：Lia

## 備考
- 2008年1月31日に発売されたWii用ソフト『大乱闘スマッシュブラザーズX』では制作会社関連やフリーランスのサウンドクリエイターが30人以上参加している。同作のディレクターを務めた桜井政博は、崎元にも参加依頼を2度送っていたが、そのメールを崎元はスパムメールだと勘違いして気付かなかったため、桜井は崎元が依頼を断ったと解釈していたという[15]。そのため、同作に崎元は参加していない。
- 2009年3月23～27日に米国サンフランシスコMoscone Centerにて開催されたGDC(Game Developers Conference 2009)に招聘され、「ゲーム音楽業界における経験と見識」と題したセッションで講演した[16]。
- 2009年9月1～3日にCESA主催でパシフィコ横浜にて開催される業界カンファレンスCEDEC 2009にて、「ゲーム音楽にまつわる雑学と経験」と題する講義を行った[17]。